# Suecia en los Juegos Olímpicos de Pekín 2022
Suecia estuvo representada en los Juegos Olímpicos de Pekín 2022 por un total de 116 deportistas que competirán en 11 deportes. Responsable del equipo olímpico es el Comité Olímpico Sueco, así como las federaciones deportivas nacionales de cada deporte con participación.
Los portadores de la bandera en la ceremonia de apertura fueron el esquiador acrobático Oliwer Magnusson y la jugadora de hockey sobre hielo Emma Nordin.

## Medallistas
El equipo olímpico sueco obtuvo las siguientes medallas:
| Nombre                                                                        | Deporte               | Competición            |
| ----------------------------------------------------------------------------- | --------------------- | ---------------------- |
| Oro                                                                           |                       |                        |
| Linn Persson Mona Brorsson Hanna Öberg Elvira Öberg                           | Biatlón               | Relevo F               |
| Niklas Edin Oskar Eriksson Rasmus Wranå Christoffer Sundgren Daniel Magnusson | Curling               | Equipo M               |
| Walter Wallberg                                                               | Esquí acrobático      | Baches M               |
| Sandra Näslund                                                                | Esquí acrobático      | Campo a través F       |
| Sara Hector                                                                   | Esquí alpino          | Eslalon gigante F      |
| Jonna Sundling                                                                | Esquí de fondo        | Velocidad individual F |
| Nils van der Poel                                                             | Patinaje de velocidad | 5000 m M               |
| Nils van der Poel                                                             | Patinaje de velocidad | 10 000 m M             |
| Plata                                                                         |                       |                        |
| Martin Ponsiluoma                                                             | Biatlón               | Salida en grupo M      |
| Elvira Öberg                                                                  | Biatlón               | Velocidad F            |
| Elvira Öberg                                                                  | Biatlón               | Persecución F          |
| Maja Dahlqvist                                                                | Esquí de fondo        | Velocidad individual F |
| Maja Dahlqvist Jonna Sundling                                                 | Esquí de fondo        | Velocidad por equipo F |
| Bronce                                                                        |                       |                        |
| Anna Hasselborg Sara McManus Agnes Knochenhauer Sofia Mabergs Johanna Heldin  | Curling               | Equipo F               |
| Almida de Val Oskar Eriksson                                                  | Curling               | Dobles mixto           |
| Henrik Harlaut                                                                | Esquí acrobático      | Big air M              |
| Jesper Tjäder                                                                 | Esquí acrobático      | Slopestyle M           |
| Maja Dahlqvist Ebba Andersson Frida Karlsson Jonna Sundling                   | Esquí de fondo        | Relevo 4 × 5 km F      |